# Les Sealey
Leslie Jesse ("Les") Sealey (Londen, 29 september 1957 - Southend-on-Sea, 19 augustus 2001) was een Engels voetbaldoelman. Hij was vooral bekend van zijn periode bij Manchester United, als eerste doelman en later als doublure voor Peter Schmeichel. Hij speelde de meeste wedstrijden uit zijn carrière voor Coventry City en Luton Town. Sealey stierf op 43-jarige leeftijd aan een hartaanval.

## Biografie
Sealey was, behalve gedurende zijn periodes bij Coventry City en Luton Town van 1976 tot 1990, vrijwel overal waar hij speelde reservedoelman. Een jaar na zijn vertrek bij Coventry zou Steve Ogrizovic er jarenlang een vaste waarde tussen de palen blijven. Voordat hij naar Aston Villa verhuisde, speelde hij in anderhalf seizoen 31 wedstrijden voor Manchester United onder manager Sir Alex Ferguson. In zijn eerste periode bij Manchester United won Sealey de FA Cup, in 1990. Manchester United versloeg Crystal Palace na het spelen van een replay (0-1). Manchester United-linksback Lee Martin scoorde het beslissende doelpunt na 59 minuten. De finale tussen Manchester United en Crystal Palace was op een spectaculaire 3-3 geëindigd, onder meer na twee doelpunten van Palace-spits Ian Wright in de tweede helft. In tegenstelling tot Jim Leighton in de finale hield Sealey de netten schoon. Hij stond ook tussen de palen tijdens de finale van de Europacup II tegen FC Barcelona in De Kuip te Rotterdam, in 1991. Manchester United versloeg Barcelona met 2-1 na twee doelpunten van aanvaller Mark Hughes. Ronald Koeman milderde tien minuten voor affluiten voor Barça.
Toen hij voor Aston Villa uitkwam, stond hij aanvankelijk onder de lat. Sealey verloor zijn basisplaats aan clublegende Nigel Spink, destijds al een veteraan. Aston Villa leende hem uit aan zijn ex-club Coventry City, waar Steve Ogrizovic de vaste doelman was. Hij keerde in 1993 terug naar Manchester United als doublure voor de Deense ster Peter Schmeichel, die met Denemarken het jaar ervoor Europees kampioen werd. Sealey mocht van Sir Alex Ferguson de League Cup-wedstrijden spelen. Hij stond in de basis voor de finale tegen zijn ex-club Aston Villa op 27 maart 1994. Manchester United verloor met 3-1 nadat Sealey twee doelpunten slikte van Dean Saunders.
Vanaf het seizoen 1994/1995 kwam Sealey uit voor West Ham United. Vanwege een uitpuilende blessurelast maakte Sealey vreemd genoeg zijn debuut voor West Ham als veldspeler in plaats van als doelman, met name tegen Arsenal in de herfst van 1995. Sealey speelde gedurende het seizoen 1995/1996 korte tijd voor Leyton Orient. Een half jaar later keerde hij terug naar West Ham. Sealey was betrokken bij een ruildeal met de toen 47-jarige Peter Shilton, die dus naar Leyton Orient verhuisde. Hij speelde amper bij West Ham omdat de Tsjech Luděk Mikloško de voorkeur kreeg.
In zijn tweede periode bij West Ham kreeg Sealey een hartaanval en overleed op 43-jarige leeftijd.

## Erelijst
| Competitie        |                   |                   |
| Competitie        | Aantal            | Jaren             |
| Manchester United | Manchester United | Manchester United |
| ----------------- | ----------------- | ----------------- |
| FA Cup            | 1×                | 1989/90           |
| FA Charity Shield | 2×                | 1990, 1993        |
| Europacup II      | 1×                | 1990/91           |